# Parafia Nawiedzenia Najświętszej Maryi Panny w Trokach
Parafia Nawiedzenia Najświętszej Maryi Panny w Trokach – rzymskokatolicka parafia znajdująca się w Trokach, w archidiecezji wileńskiej, w dekanacie trockim.
W trockim kościele znajduje się sanktuarium maryjne. Cudowny obraz miał podarować Witoldowi Kiejstutowiczowi cesarz bizantyjski Manuel II Paleolog.
Msze święte odprawiane są w językach polskim i litewskim.

## Historia
Kościół Nawiedzenia Najświętszej Maryi Panny w Trokach wzniósł w 1409 lub w 1419 wielki książę litewski Witold Kiejstutowicz. W późniejszych wiekach kilkukrotnie przebudowywany. Od wieków Troki są siedzibą dekanatu w archidiecezji wileńskiej.